# Берч-Крик (Аляска)
Берч-Крик (англ. Birch Creek, гвичин: Deenduu) — статистически обособленная местность в зоне переписи населения Юкон-Коюкук, штат Аляска, США.

## География
По данным Бюро переписи населения США площадь населённого пункта составляет 16,6 км², из них суша составляет 15,9 км², а водные поверхности — 0,7 км². Расположен вдоль берега реки Берч-Крик, примерно в 42 км к юго-западу от города Форт-Юкон.

## Население
По данным переписи 2000 года население статистически обособленной местности составляло 28 человек. Расовый состав: коренные американцы — 100 %; белые — 0 %; представители двух и более рас — 0 %. Доля лиц в возрасте младше 18 лет — 28,6 %; лиц старше 65 лет — 0 %. Средний возраст населения — 34 лет. На каждые 100 женщин приходится 115,4 мужчин; на каждые 100 женщин в возрасте старше 18 лет — 100,0 мужчин.
Из 11 домашних хозяйств в 54,5 % — воспитывали детей в возрасте до 18 лет, 9,1 % представляли собой совместно проживающие супружеские пары, в 45,5 % семей женщины проживали без мужей, 27,3 % не имели семьи. 27,3 % от общего числа семей на момент переписи жили самостоятельно, при этом 0 % составили одинокие пожилые люди в возрасте 65 лет и старше. В среднем домашнее хозяйство ведут 2,55 человек, а средний размер семьи — 2,63 человек.
Средний доход на совместное хозяйство — $11 250; средний доход на семью — $13 750.